# Simon Webbe
Simon Solomon Webbe (Manchester, 30 maart 1978) is een Britse zanger en acteur.
Webbe zat tot 2005 in de populaire boyband Blue, waarna hij solo verderging. Het leverde hem begin 2006 een hit op met No Worries, die tweemaal platina opleverde in Engeland. Het nummer behaalde een nummer 2-notering in de Nederlandse Top 40, en werd een van de grootste hits van dat jaar. Zijn debuuthit kwam van het album Sanctuary, waar ook de opvolger After all this time op stond.
Begin 2007 verscheen het tweede album van Webbe, dat Grace heet. Coming Around Again was hiervan de eerst uitgebrachte single en werd internationaal een bescheiden hit.

## Privéleven
Webbe heeft een dochter, Alanah, met zijn ex-vriendin Tracey Jones. Alanah werd geboren in 1996 en was Webbe's inspiratie om zijn album Grace in 2007 te maken.

## Discografie

### Albums
| Album met eventuele hitnotering(en) in de Nederlandse Album Top 100 | Datum van verschijnen | Datum van binnenkomst | Hoogste positie | Aantal weken | Opmerkingen |
| ------------------------------------------------------------------- | --------------------- | --------------------- | --------------- | ------------ | ----------- |
| Sanctuary                                                           | 2006                  | 28-01-2006            | 19              | 23           |             |
| Grace                                                               | 2007                  | 03-02-2007            | 14              | 17           |             |

| Album met hitnotering(en) in de Vlaamse Ultratop 200 albums | Datum van verschijnen | Datum van binnenkomst | Hoogste positie | Aantal weken | Opmerkingen |
| ----------------------------------------------------------- | --------------------- | --------------------- | --------------- | ------------ | ----------- |
| Grace                                                       | 2007                  | 24-02-2007            | 79              | 4            |             |

### Singles
| Single met eventuele hitnotering(en) in de Nederlandse Top 40 | Datum van verschijnen | Datum van binnenkomst | Hoogste positie | Aantal weken | Opmerkingen                 |
| ------------------------------------------------------------- | --------------------- | --------------------- | --------------- | ------------ | --------------------------- |
| Lay Your Hands                                                | 2005                  | -                     |                 |              | Nr. 94 in de Single Top 100 |
| No Worries                                                    | 2005                  | 07-01-2006            | 2               | 23           | Nr. 3 in de Single Top 100  |
| After All This Time                                           | 2006                  | 13-05-2006            | tip3            | -            | Nr. 52 in de Single Top 100 |
| Coming Around Again                                           | 2006                  | 16-12-2006            | 11              | 10           | Nr. 7 in de Single Top 100  |
| My Soul Pleads for You                                        | 2007                  | 31-03-2007            | tip3            | -            | Nr. 38 in de Single Top 100 |
| Grace                                                         | 2007                  | 07-07-2007            | tip15           | -            |                             |

| Single met hitnotering(en) in de Vlaamse Ultratop 50 | Datum van verschijnen | Datum van binnenkomst | Hoogste positie | Aantal weken | Opmerkingen |
| ---------------------------------------------------- | --------------------- | --------------------- | --------------- | ------------ | ----------- |
| Lay Your Hands                                       | 2005                  | 10-09-2005            | 36              | 3            |             |
| No Worries                                           | 2005                  | 12-11-2005            | tip4            | -            |             |
| After All This Time                                  | 2006                  | 17-06-2006            | tip8            | -            |             |
| Coming Around Again                                  | 2006                  | 24-02-2007            | tip5            | -            |             |